# Liebe am Fjord – Zwei Sommer
Zwei Sommer ist ein deutscher Fernsehfilm von Matthias Tiefenbacher aus dem Jahr 2013. Es handelt sich um die sechste Episode der ARD-Filmreihe Liebe am Fjord, wobei die einzelnen Filme verbindet, dass sie vor der Kulisse norwegischer Fjorde angesiedelt sind und romantische Melodramen zum Inhalt haben. In den Hauptrollen spielen Hannelore Elsner und Hildegard Schmahl zwei Freundinnen, die sich durch die Liebe zu demselben Mann, der von Christian Brückner verkörpert wird, entzweien.
Das Erste schrieb bei Ausstrahlung des Films: „Christian Brückner spielt den Mann zwischen beiden mit viel Charme: Deutschlands berühmtester Synchronsprecher, der seine Stimme unter anderem Robert De Niro leiht, lässt dabei vieles zwischen den Zeilen anklingen. Behutsam setzte Matthias Tiefenbacher das Melodram über unvermeidbare Lebenswidersprüche nach einem Buch von Astrid Ströher in Szene mit faszinierenden Bildern der wechselhaften norwegischen Landschaft.“

## Handlung
Johanna Claesen und Sigrun Birksen sind Freundinnen seit Kindertagen. Zwar haben sie sich seit vielen Jahren nicht mehr gesehen, den Kontakt zueinander aber nie verloren. Johannas Ehe ist inzwischen gescheitert und sie ist in ihren Heimatort zurückgekehrt, wo sie die länger verwaiste Poststelle übernommen hat. Vor ihrer Pensionierung leitete sie eine Bibliothek. Ihr Verhältnis zu ihrem Sohn Filip ist nicht so, wie sie es gern hätte. Sigrun hingegen hat im fernen Kopenhagen ihre Karriere als Fachärztin vorangetrieben. Johannas Freude ist groß, als die Freundin zurückkehrt und das Haus neben ihr bezieht, um dort endlich ein schon lange verschobenes Buchprojekt in Angriff zu nehmen. Johanna lernt nun auch Erik Birksen kennen, einen Lehrer, mit dem Sigrun fast noch frisch verheiratet ist. Obwohl Erik erst befürchtet, nun weniger von seiner Frau zu haben, stellt er schnell fest, dass ihn viele gemeinsame Interessen mit Johanna verbinden. Die Zeit, die man zu dritt verbringt, ist fröhlich und unbeschwert.
Obwohl die Birksens sehr verliebt scheinen, stellt Johanna einige Unstimmigkeiten zwischen ihnen fest. Unerwartet wird Sigrun von ihrem ehemaligen Arbeitgeber gebeten, für zwei Wochen nach Oslo zu kommen, um in einer Notlage auszuhelfen. Johanna und Erik setzen ihre Treffen auch in Sigruns Abwesenheit fort und kommen sich zunehmend näher. Johanna will ihren aufkeimenden Gefühlen nicht nachgeben und wehrt sich verzweifelt dagegen. Als Erik sie auf sein von Magnus Petterson erstandenes Boot einlädt, verbringen beide auf einer kleinen unbewohnten Insel besondere Stunden miteinander. Es folgt eine Nacht, in der die Leidenschaft stärker ist als alle Vernunft. In den darauffolgenden Tagen vermeiden beide ein Zusammentreffen.
Bei Sigruns Rückkehr sieht Erik nur eine Möglichkeit, seine Ehe zu retten, und gesteht seiner Frau die Wahrheit. Sigrun ist tief verletzt und will erst gar nicht glauben, was Erik ihr erzählt. Als er ihr dann noch gesteht, dass da etwas sei, was tiefer gehe, als bloße Lust, ist das wie ein Messerstich in ihr Herz. Sie verlangt von Johanna, dass sie ihren Heimatort verlässt. Johanna ist entschlossen, nun doch auf die Bitte ihres Sohnes einzugehen, und nach Oslo zu kommen, um dort für etwa ein Jahr ihren Enkel zu betreuen. Selbst als Johanna sich verabschieden will, straft Sigrun sie mit Schweigen, während Erik ein letztes Mal von ihr umarmt wird.
Aber auch zwischen Erik und Sigrun herrscht Schweigen, das von Sigrun ausgeht. Als Erik seine Frau dann nach mehr als zwei Monaten doch dazu bewegen kann, wieder einmal mit ihm zu sprechen, meint sie, er komme wohl gar nicht auf die Idee, dass das, was er Vorwurf nenne, einfach nur Schmerz sei. Erik meint, er wisse, was das bedeute, das wisse er sehr genau und bricht dann mitten im Wort ab, um in Sigruns Armen zusammenzubrechen. Berit, eine befreundete junge Frau aus Johannas Heimatort, ruft sie an und teilt ihr mit, dass Erik einen Schlaganfall gehabt habe und nun im Krankenhaus liege. Man habe ihn in ein künstliches Koma versetzt. Johanna kehrt zurück, um Erik im Krankenhaus zu besuchen. An seinem Bett sitzend, gesteht sie ihm ihre Liebe, ohne zu bemerken, dass Sigrun hinzugetreten ist und alles mit anhört. Anderentags erhält Sigrun einen Anruf: Erik ist tot.
Ein Jahr später: Sigrun übergibt Johanna die Urne mit Eriks Asche. Sie habe kein Grab gewollt … „wo ich ihn hätte besuchen können“, ergänzt Johanna und fügt hin, ob es denn jetzt so wichtig sei, wer wen geliebt habe, wenn so wenig von einem Menschen übrigbleibe. Zusammen fahren die Frauen mit der „Liberty“ hinaus und übergeben Eriks Asche der See. Sie haben wieder zueinander gefunden und keine von ihnen wird in dem nun folgenden langen Winter allein sein müssen.

## Produktion

### Dreharbeiten, Produktionsnotizen
Für Zwei Sommer wurde vom 6. September bis zum 2. Oktober 2012 an Schauplätzen in Norwegen (Farsund, Loshavn, Sogndalstrand) gedreht. Produziert wurde der Film von der Letterbox Filmproduktion GmbH sowie der Studio Hamburg GmbH. Der zuständige Redakteur für die ARD Degeto war Stefan Kruppa.

### Soundtrack
- Like a Rolling Stone – Bob Dylan
- If You See Her, Say Hello – Bob Dylan

## Rezeption

### Veröffentlichung, Einschaltquote
Die Erstausstrahlung des Films am Freitag, dem 25. Oktober 2013, im Programm der ARD Das Erste wurde von 3,07 Millionen Zuschauern eingeschaltet, was einem Marktanteil von 10,1 Prozent entsprach.

### Kritik
Die Kritiker der Fernsehzeitschrift TV Spielfilm gaben dem Film für Humor und Spannung je einen von drei möglichen Punkten, zeigten mit dem Daumen zur Seite, und sprachen von einer „Schmonzette, deren Plattheit die Darsteller mit Würde verdecken“ würden. Das Fazit lautete: „Das Seniorentrio macht den Kitsch okay.“
Rainer Tittelbach gab dem Film auf seiner Seite tittelbach.tv vier von sechs möglichen Sternen und fasste seiner Kritik folgendermaßen zusammen: „Die sechste Episode unter dem Melo-Label ‚Liebe am Fjord‘ setzt den Weg zum emotional konzentrierten, dramaturgisch reduzierten Drama fort. In ‚Zwei Sommer‘ passiert nicht viel – und genau das ist die Stärke des Films von Matthias Tiefenbacher, der auch im Visuellen das Kleine, Sensible sucht. Die Figuren bekennen sich zu ihren Gefühlen. Mit Hannelore Elsner, Hildegard Schmahl & ‚Stimme‘ Christian Brückner besteht aber kaum Kitsch-Verdacht.“ Weiter befand der Kritiker, „mit Schauspielern wie Hannelore Elsner, Hildegard Schmahl und ‚Stimme‘ Christian Brückner“ sei es „kein Problem, sich zu Gefühlen zu bekennen – ohne sie ständig lauthals vor sich her zu tragen“. Wer eine „solche sensible Mixtur aus Drama und Melodram“ möge, der werde „gerade darin die Qualität dieses Films sehen“.
Ulrich Schilling lobte in Der Westen: „Starke Schauspieler, starke Gefühle selbst das Wetter ist ehrlich. ‚Liebe am Fjord‘ ist eine der stärksten Reihen der ARD, wenn es darum geht, zwischenmenschliche Beziehungen in Szene zu setzen. Und es macht Spaß, Christian Brückner, Hannelore Elsner und Hildegard Schmahl dabei zuzusehen.“ Vom „albernen Rührstück“ sei „diese anspruchsvolle Serie so weit entfernt wie Goethe von Pilcher. Wie im Kammerspiel“ würden hier „vielmehr Emotionen, Glück und Leid, Trauer und Jubel, vor malerischer, nie aufdringlicher Kulisse dramaturgisch verdichtet“. […] „Drei Personen, drei starke Schauspieler, mehr“ brauche „es nicht, um eine wahre, schmerzvolle Geschichte klug zu erzählen“. Es sei „die große Stärke“ des Regisseurs, dass er „die unheilvolle Entwicklung nicht mit dem Hammer in die Handlung“ schlage.
Der Filmdienst fasste lakonisch zusammen: „Prominent besetztes (Fernseh-)Melodram, das sich zu sehr auf seinen schnulzigen Momenten vor pittoresker Kulisse ausruht. – Ab 14.“